# Trošak prodate robe
Тroškovi prodate robe (TPR-engl. COGS) je knjigovodstvena vrednost prodate
robe za određeni vremenski period ili razdoblje. 
Troškovi se povezuju sa određenom robom koristeći jednu od nekoliko formula,
uključujući specifičnu identifikaciju, prvi uđe, prvi izađe (PUPI- engl.FIFO) ili
prosečnu cenu. Cene uključuju sve troškove kupovine, troškove konverzije i ostale
troškove koji nastaju dovođenjem zaliha na njihovo sadašnje mesto i stanje. Cenu
robe koje su ostvarili poslovni subjekti uključuju materijale, rad i dopunsko-dodatne
troškove. Cene onih roba koje još nisu prodate razgraničavaju se kao troškovi
zaliha dok se zalihe ne prodaju ili evidentiraju.

## Pregled
Mnoge kompanije prodaju robu koju su ili kupili ili proizveli. Kada se roba kupuje
ili proizvodi, troškovi povezani sa takvom robom kapitalizuju se kao deo zaliha ili
zaliha robe.
Ovi troškovi se tretiraju kao rashod u periodu u kom kompanija
priznaje prihod od prodaje robe.
Utvrđivanje cene zahteva vođenje evidencije o kupljenim proizvodima ili
materijalima i popuste na takvu kupovinu. Osim toga, ako se roba modifikuje, kompanija mora odrediti cene nastale u modifikaciji robe. Takve izmene uključuju
rad, zalihe ili dodatni materijal, nadzor, kontrolu kvaliteta i korišćenje opreme.
Načela za određivanje cena troškova mogu se lako navesti, ali primena u praksi
često je drugačija zbog različitih razmatranja pri raspodeli troškova.
Visina cene prodate robe može biti i posledica korekcija. Među
potencijalnim korekcijama je pad vrednosti robe (tj. niža tržišna vrednost od cene),
zastarevanje, oštećenje itd.
Kada se kupuje ili proizvodi više različitih proizvoda, može biti potrebno i
utvrđivanje koji se troškovi odnose na određenu robu koja se prodaje. To se može
učiniti pomoću konvencije za identifikaciju, kao što je specifična identifikacija
robe, prvi uđe, prvi izađe (FIFO), ili prosečna cena. U nekim se zemljama mogu koristiti alternativni
sistemi, kao što su zadnji uđe, prvi izađe (LIFO), metoda bruto dobiti, metoda maloprodaje
ili njihove kombinacije.
Troškovi prodate robe mogu biti isti ili različiti za računovodstvene i porezne
svrhe, u zavisnosti od pravila određenih nadležnosti. Određeni troškovi su
uključeni u COGS- TPR. Troškovi koji su uključeni u COGS ne mogu se ponovno
odbiti kao poslovni rashod. COGS troškovi uključuju:
- Cenu proizvoda ili sirovina, uključujući troškove prevoza ili otpremanja;
- Cenu skladištenja proizvoda koje kompanija prodaje;
- Direktnu cenu rada za radnike koji rade na izradi proizvoda;
- Troškovi rada kompanije.

## Važnost inventara
Zalihe imaju značajan uticaj na dobit. Preduzeće koje proizvodi ili kupuje robu za
prodaju mora voditi evidenciju o zalihama robe prema svim pravilima
računovodstva i poreza na dohodak. Primer ilustruje i zašto. Fred kupuje auto
delove i prodaje ih. U 2008. Fred kupuje delove od 100 dolara. On prodaje delove
za 80 dolara koje je kupio za 30 dolara, a od preostalih delova ima 70 dolara. U 2009.,
on prodaje ostatak delova za 180 dolara. Ako vodi evidenciju o zalihama, njegova
dobit u 2008. iznosi 50 dolara, a njegova dobit u 2009. godini iznosi 110 dolara, ili
ukupno 160 dolara. Ako bi u 2008. godini odbio sve troškove, u 2008. godini imao
bi gubitak od 20 dolara i profit od 180 dolara u 2009. Ukupan iznos je isti, ali
vreme je dosta drugačije. Pravila o računovodstvu i porezu na dohodak u većini
zemalja (ako zemlja ima porez na dohodak) zahtevaju korišćenje zaliha za sve
kompanije koje redovno prodaju robu koju su proizveli ili kupili.

## Cena robe za preprodaju
Cena kupljene robe za dalju prodaju uključuje nabavnu cenu kao i sve ostale
troškove nabavke, isključujući popuste.
Dodatni troškovi mogu uključivati teret koji se plaća za nabavku robe, carine,
poreze na prodaju ili korišćenje koji se ne mogu naplatiti na korišćene materijale i
naknade za kupovinu. Za potrebe finansijskog izveštavanja, troškovi sektora kao
što su odeljenje nabavke, skladište i drugi operativni troškovi obično se ne tretiraju
kao deo zaliha ili cena prodate robe. Za potrebe poreza na dohodak u SAD-u, neki
od tih troškova sektora moraju biti kapitalizovani kao deo inventara. Troškovi
prodaje, pakovanja i otpremanja robe klijentima tretiraju se kao poslovni rashodi
vezani za prodaju. I međunarodni i američki računovodstveni standardi zahtevaju
da se određeni neformalni troškovi, kao što su oni povezani sa neaktivnim
kapacitetom, moraju tretirati kao troškovi, a ne kao deo inventara.
Popusti koji se moraju odbiti od troškova kupljenih zaliha su sledeći:
- Trgovinski popusti (smanjenje cene robe koju proizvođač ili veletrgovac daje prodavcu) - uključuje popust koji je uvek dopušten, bez obzira na vreme plaćanja.
- Proizvođačke rabate — temelje se na kupovnoj moći kupca tokom godine.
- Gotovinski popusti (smanjenje fakturne cene koju prodavac osigurava ako trgovac plati odmah ili u okviru određenog vremena) - može smanjiti COGS, ili se

može tretirati posebno, kao bruto prihod.
Porez na dodatu vrednost generalno se ne tretira kao deo cene prodate robe ako se
može koristiti kao ulazni kredit ili se na drugi način može povratiti od poreskog
organa.

## Troskovi robe koju je preduzeće napravilo
Troškovi robe proizvedene u preduzeću treba da uključuju sve troškove proizvodnje. Ključne komponente troškova uglavnom uključuju:
- Delove, sirovine, potrošeni materijal,
- Rad, uključujući povezane troškove kao što su porezi na plate i naknade, i
- Opšti troškovi poslovanja koji se dodeljuju proizvodnji

Većina preduzeća pravi više od jedne posebne stavke. Prema tome, troškovi nastaju za više stavki, a ne za određenu prodatu stavku. Određivanje koliko od svake od ovih komponenti dodeliti određenoj robi zahteva ili praćenje određenih troškova ili određivanje alokacije troškova. Delovi i sirovini su često praćeni određenim setovi(npr. Serijama ili proizvodnim serijama) robe, a zatim se dodeljuju svakoj jedinici.
Troškovi rada uključuju direktan rad i indirektan rad. Troškovi pravog rada su plate koje se isplaćuju zaposlenima koji provode celo svoje radno vreme direktno proizvodeći proizvod. Indirekti troškovi rada su plate isplaćene ostalim zaposlenim u fabrici koji su uključeni u proizvodnju. Troškovi poreza na zarade i povlastice obično se ubrajaju u troškove rada ali se takođe mogu posmatrati i kao režijski troškovi. Troškovi radne snage se mogu priključiti nekoj stavki ili setu stavki zasnovanom na evidenciji o vremenskim zapisima.
Materijali i rad mogu biti dodeljeni u odnosu na prosla iskustva, ili standardne troškove. Gde su troškovi materijala ili rada za period smanjeni ili povećani od očekivanog iznosa standardnih troškova, beleži se varijansa.Takva odstupanja se zatim raspoređuju po trošku prodate robe i preostalim zalihama na kraju perioda.
Određivanje režijskih troškova često uključuje procene koji troškovi treba da budu povezani sa troškovima proizvodnje i koji troškovi treba da budu povezani sa ostalim aktivnostima. Tradicionalne metode obračunavanje troškova pokušavaju da naprave ove procene bazirane na prošlim iskustvima i menadžmentu za prosuđivanje činjeničnih odnosa. Obračun troškova po aktivnostima (ABC) pokušava da alocira troškove zasnovane na onim faktorima koji podstiču poslovanje da snosi troškove.
Režijski troškovi su često dodeljeni setovima proizvedene robe zasnovano na odnosu radnih sati ili troškova ili odnosa troškova materijala korišćenog za proizvodnju dobara. Režijski troškovi se mogu smatrati fabričkim troškovima ili fabričkim teretom za troškove nastale na nivou postrojenja ili opšteg tereta za troškove nastale na nivou organizacije. Tamo gde su radni sati upotrebljeni, stopa opterećenja ili opšti troškovi po satu mogu biti pridodati troškovima rada. Ostale metode mogu biti korišćene za povezivanje režijskih troškova sa određenom proizvedenom robom. Stope režijskih troškova mogu biti standardne stope, u tom slučaju može doći do odstupanja, ili se može prilagoditi svakom setu proizvedene robe.

## Identifikacija konvencija
U nekim slučajevima, trošak prodate robe se može identifikovati prodajom stvari. Međutim, obično je identitet robe izgubljen između vremena kupovine ili proizvodnje i vremena prodaje. Određivanje robe koja je prodata i trošak te robe zahteva ili identifikaciju robe ili korišćenje konvencije da se pretpostavi koja roba je prodata. To se može nazvati pretpostavkom ili konvencijom identifikacije tokova troškova. Sledeće metode su dostupne u mnogim jurisdikcijama za povezivanje troškova sa prodatom robom i robom koja je još uvek na raspolaganju:
- Specifična identifikacija. Prema ovoj metodi, određene stavke su identifikovane, a troškovi su praćeni u odnosu na svaku stavku..[11] Ovo može zahtevati značajno vođenje evidencije.Ovaj metod se ne može koristiti gde se roba ili predmeti ne mogu razlikovati ili zameniti.
- Prosečan trošak. Metod prosečnih troškova se oslanja na prosečni jedinični trošak za izračunavanje troška prodatih jedinica i završetak inventara.Može se koristiti nekoliko varijacija na računu uključujući ponderisani prosek i pokretni prosek.
- First-In First-Out (FIFO) pretpostavlja da se prvo prodaju kupljeni ili proizvedeni predmeti. Troškovi zaliha po jedinici ili stavci su određeni u trenutku kada su napravljeni ili stečeni. Najstariji trošak (i.e., the first in) je zatim usklađen sa prihodom i raspoređen na troškove prodate robe.
- Last-In First-Out (LIFO) je obrnuto od FIFO-a. Neki sistemi dozvoljavaju da se utvrde troškovi robe u trenutku kada je stečena ili napravljena, ali se dodeljuju troškovi prodatoj robi pod pretpostavkom da se roba koja je poslednja napravljena ili stečena prodaje prva. Troškovi specifične stečene ili napravljene robe se dodaju u skup troškova za vrstu robe. Prema ovom sistemu, preduzeće može održavati troškove po FIFO-u, ali pratiti nadoknadu u obliku LIFO rezervi. Takva rezerva (sredstvo ili kontra-sredstvo) predstavlja razliku u trošku zaliha prema pretpostavkama FIFO-a i LIFO-a. Takav iznos može biti različit za finansijsko izveštavanje i poreske svrhe u Sjedinjenim Državama.
- Dolarska vrednost LIFO. Prema ovoj varijaciji LIFO, povećanja ili smanjenja LIFO rezervi se određuju na osnovu dolarskih vrednosti, a ne na osnovu iznosa.
- Metod maloprodajnog inventara. Prodavci robe mogu koristiti ovu metodu kako bi pojednostavili vođenje evidencije. Izračunati trošak robe na kraju perioda je odnos troška stečene robe na maloprodajnu vrednost koja je veća od maloprodajne vrednosti robe. Trošak nabavljene robe uključuje početni inventar koji je prethodno vrednovan plus kupovina. Troškovi prodate robe zatim počinju sa zalihama plus kupovina umanjena za obračunatu cenu robe na kraju perioda.

## Primer
Džejn se bavi preprodajom mašina. Početkom 2009. godine, ona nema na raspolaganju nikakve mašine ili delove. Ona kupuje mašine A i B po 10, a kasnije kupuje mašine C i D po 12 komada. Sve mašine su iste, ali imaju serijske brojeve. Džejn prodaje po 20 komada A i C mašina. Njen trošak prodate robe zavisi od metode inventara. Pod specifičnom identifikacijom, trošak prodate robe je 10 + 12, posebni troškovi mašina A i C. Ako koristi FIFO, njeni troškovi su 20 (10 + 10). Ako koristi prosečan trošak, njeni troškovi su 22 ((10 + 10 + 12 + 12) / 4 x 2). Ako koristi LIFO, njeni troškovi su 24 (12 + 12). Dakle, njena dobit za računovodstvene i poreske svrhe može biti 20, 18 ili 16, u zavisnosti od metode inventara. Nakon prodaje, njene vrednosti zaliha su ili 20, 22 ili 24.
Na kraju godine, Džejn odlučuje da može zaraditi više novca tako što će poboljšati mašine B i D. Ona kupuje i koristi 10 delova i potrošnog materijala, a za poboljšanje svake mašine potrebno je ukupno 6 sati, 2 sata po mašini. Džejn ima režijske troškove, uključujući stanarinu i struju. Ona izračunava da njeni troškovi iznose 0,5 po satu. Tako je Džejn utrošila 20 da poboljša svaku mašinu (10/2 + 12 + (6 x 0.5)). Ona prodaje mašinu D za 45. Njen trošak za tu mašinu zavisi od njene metode inventara. Ako je koristila FIFO, trošak mašine D je 12 plus 20 koje je potrošila na poboljšanje, za profit od 13. Zapamtite, ona je iskoristila dva 10 troška već pod FIFO-om. Ako koristi prosečan trošak, to je 11 plus 20, za profit od 14. Ako je koristila LIFO, trošak bi bio 10 plus 20 za profit od 15.
U trećoj godini,Džejn prodaje poslednju mašinu za 38 i napušta posao. Nadoknađuje poslednje troškove. Njena ukupna dobit za tri godine je ista pod svim metodama inventarizacije. Samo se vremenski raspored prihoda i bilansa zaliha razlikuju. Ovo je poređenje prema FIFO, prosečnom trošku i LIFO:
|        |         |  | Trošak prodate robe | Trošak prodate robe | Trošak prodate robe |  | ------ Profit ------ | ------ Profit ------ | ------ Profit ------ |
| Godina | Prodaja |  | FIFO                | Prosek              | LIFO                |  | FIFO                 | Prosek               | LIFO                 |
| 1      | 40      |  | 20                  | 22                  | 24                  |  | 20                   | 18                   | 16                   |
| 2      | 45      |  | 32                  | 31                  | 30                  |  | 13                   | 14                   | 15                   |
| 3      | 38      |  | 32                  | 31                  | 30                  |  | 6                    | 7                    | 8                    |
| Total  | 123     |  | 84                  | 84                  | 84                  |  | 39                   | 39                   | 39                   |

## Otpisivanje i povlastice
Vrednost skladištene robe za prodaju jednog preduzeća može da opada u zavisnosti od mnogih faktora. Roba moze da se pokaže kao neispravna ili da njen kvalitet bude ispod normalnog standarda (subnormalna). Roba može postati zastarela. Vrednost robe na tržištu može jednostano opasti zbog ekonomskih faktora. 
Kada tržišna vrednost robe opadne iz bilo kog razloga, preduzeće može da izabere da vrednuje svoju robu po nižoj ceni ili tržišnoj vrednosti, takodje poznatoj kao neto ostvariva vrednost. Ovo se moze evidentirati obračunom troška (tj. Stvaranje rezervi zaliha) za opadanje vrednosti zbog zastarelosti, itd. Neto prihod tekućeg perioda, kao i neto vrednost na kraju perioda se smanjuje za smanjenje vrednosti.
Vrednost bilo koje imovine preduzeća može da opadne ili ta ista imovina može da bude oštećena nekim nepredviđenim događajem, kao što je požar. Gubitak vrednosti gde je roba uništena se obračunava kao gubitak, i inventar se potpuno otpisuje. Obično, takav gubitak se prepoznaje i za finansijsko izveštavanje i u poreske svrhe. Međutim, u nekim sistemima se iznosi iz knjiga i poreza mogu razlikovati.

## Alternativni pogledi
Razni teoretičari menadžmenta su predložili alternative tradicionalnom troškovnom računovodstvu. Oni uključuju:
- Računovodstvo propusnosti, u okviru Teorija Ograničenja, pod kojim se samo varijabilni troškovi uključuju u trošak prodate robe I zaliha se tretira kao investicija.
- Lean računovodstvo, u kojem se većina tradicionalnih metoda vrednovanja ignorišu u korist merenja nedeljnih “tokova vrednosti”
- Računovodstvo potrošnje resursa, koje odbacuje većinu trenutnih računovodstvenih koncepata u korist proporcionalnog obračuna troškova zasnovanog na simulacijama.

Nijedan od ovih pogleda nije u skladu sa američkim generalno prihvaćenim računovodstvenim načelima ili Internacionalnim računovodstvenim standardima, niti je prihvaćen za većinu prihoda ili druge svrhe poreskog izveštavanja.

## Ostali pojmovi
- Neto prodaja = bruto prodaja – (popusti za klijente, povraćaj i povlastice)
- Bruto dobit = neto prodaja – trošak prodate robe
- Operativni profit = bruto dobit – ukupni operativni troškovi
- Neto profit = operativni profit – porezi – kamate
- Neto dobit = neto prodaja – trošak prodate robe – operativni troškovi – porezi – kamate

## Dodatna literatura
- Fox, Stephen C, Income Tax in the USA chapter 23, 2013 edition. Income Tax in the USA. 2013. ISBN 978-0-9851-8233-5..
- Horngren, Charles T., et al.: Cost Accounting: A Managerial Emphasis. Horngren, Charles T.; Datar, Srikant M.; Rajan, Madhav V. (27. 11. 2011). Cost Accounting + New Myaccountinglab with Pearson Etext. Prentice Hall PTR. ISBN 978-0-1329-6064-9.
- Kieso, Donald E; Weygandt, Jerry J.; and Warfield, Terry D.: Intermediate Accounting, Chapters 8 and 9. Kieso, Donald E.; Weygandt, Jerry J.; Warfield, Terry D. (15. 3. 2011). Intermediate Accounting. Wiley. ISBN 978-0-4705-8723-2.
- Kinney, Michael R.: Cost Accounting: Foundations and Evolutions. Kinney, Michael R.; Raiborn, Cecily A. (31. 5. 2012). Cost Accounting: Foundations and Evolutions. Cengage Learning. ISBN 978-1-1119-7172-4..
- Lanen, William, et al.: "Fundamentals of Cost Accounting. Anderson, Shannon; Maher, Michael; Lanen, William (7. 1. 2010). Fundamentals of Cost Accounting. McGraw-Hill Education. ISBN 978-0-0735-2711-6.
- Walter, Larry: Principles of Accounting, Chapter 8, Inventory.

### Formalna uputstva
- International Accounting Standards IAS 2, Inventories.
- U.S. Internal Revenue Service Publication 334, Tax Guide for Small Business, pages 27–29.
- U.S. Financial Accounting Standards Board ASC 330.